# 의종 (고려)
의종(毅宗, 1127년 5월 30일 (음력 4월 11일), 율리우스력 5월 23일 ~ 1173년 11월 14일 (음력 10월 1일), 율리우스력 11월 7일)은 고려의 제18대 국왕(재위 : 1146년 4월 17일 (음력 2월 28일), 율리우스력 4월 10일 ~ 1170년 10월 20일 (음력 9월 2일), 율리우스력 10월 13일)이다. 왕태자 책봉 교서에 따르면 의종은 용모가 빼어났다고 한다.
휘는 현(晛), 자는 일승(日升), 묘호는 의종(毅宗), 시호는 강과장효대왕(剛果莊孝大王), 능호는
희릉(禧陵)이다. 인종과 공예태후 임씨(恭睿太后 任氏)의 맏아들이다.
왕권을 강화하려고 애썼으나 끝내 정변으로 왕위에서 강제로 물러났고 마지막에는 이의방이 보낸 이의민에게 살해당했다.

## 생애

### 출생과 태자 시절
의종은 인종과 임원후의 딸 공예왕후 임씨의 다섯 아들 중 맏이로 태어났다. 그러나 아버지는 그가 땅에 떨어진 왕실의 위상을 회복할 수 있을지 걱정했고 어머니는 그보다는 둘째 아들 대령후 경을 유난히 좋아해 그를 태자로 앉히려고 했지만 정습명의 강력한 지원으로 그러지는 못했다. 1133년에 태자(太子)가 되었으며 정습명을 사부로 삼아 수학했다.

### 즉위 이후
1146년 인종이 죽자 즉위했다.

#### 불안한 출발과 친위군 강화
즉위한 뒤에 그는 아버지 때에 일어난 이자겸의 난, 묘청의 난 등으로 땅에 떨어진 왕실의 권위를 회복해 왕권을 강화하고자 노력했다. 더욱이 재위 초반에는 몇몇 사람들이 다른 나라와 연계해 국가전복을 꾀하려다 사전에 들통나 처벌받는 등 자신의 신변에 위협을 느꼈다. 그래서 무신들을 등용해 친위군을 강화해 나갔다. 이 과정에서 정중부, 이의방, 이고, 이의민 등이 중앙 정계로 진출할 수 있었다.

#### 경쟁자 제거
재위 중반에는 자신의 경쟁자이자 동생인 대령후를 유배라는 형식으로 숙청한다.

#### 편찬 사업
그의 재위기에는 《편년통록》, 《상정고금례》 등이 편찬되었다.

#### 다양한 정책 추진
1) 재위 초반에는 열병, 격구 등으로 잦은 군사 활동을 벌였다.
2) '관악(觀樂)'이라는 형태로 음악 정책을 추진했는데 이는 당악 요소의 강화를 목적으로 한 것으로 보인다.
3) 유불선을 아우르는 사상 정책을 추진했다.

#### 새로운 측근 세력 육성
주요 인물로는 김존중(金存中), 영의(榮儀), 이복기(李復基), 정함(鄭諴), 왕광취(王光就), 백자단(白子端) 등이 있다.

### 무신정변과 폐위
왕광취, 백자단 등 측근 세력의 폐단이 커지자 의종은 이들을 견제하고자 김돈중, 이공승 등 문벌 세력을 등용하고자 했으며, 이는 무신들이 의종을 향한 관심에서 멀어지는 계기가 되었다. 게다가 김돈중의 유시(流矢) 사건으로 애먼 군인들이 처벌받자 무신들 사이에서는 자신들이 의종의 왕권 강화 과정에서 두 번이나 선택받지 못했다는 박탈심을 느꼈고, 지배 세력이 내시, 환관 등의 측근에서 문벌 귀족으로 바뀌더라도 자신들의 상황은 나아지지 않을 뿐만 아니라 더 나빠질 것이라는 위기의식이 팽배했다. 이 위기의식이 결국 무신정변이라는 사건으로 나타난 것이다.
1170년 음력 8월 30일 보현원에 거동했을 때에 정중부, 이의방, 이고 등의 무신들이 반란을 일으켜 무신정변이 일어남으로써 음력 9월 2일 무신들에게 폐위당해 3년간 거제도의 둔덕기성에 유폐되었다.

### 김보당의 난과 최후
그 뒤 1173년에 김보당(金甫當) 등 의종 복위 세력이 무신정권에 항거하여 거병하면서 사람을 보내어 유배된 의종을 모시고 경주로 가서 봉기를 일으켰다. 그러나 무신 정권이 보낸 군대에게 모두 진압되었다.
1173년, 의종은 자신이 발탁했던 장수 이의민과 곤원사(坤元寺) 연못가에서 술을 마시다가 갑자기 그가 의종을 끌어안고서는 등뼈를 꺾어버린다. 그리고 온 몸의 마디, 관절을 부러뜨려 버리고 의종은 그 자리에서 죽었다. 시체는 그대로 동경 (오늘날 경주)의 한 연못에 수장당하고 만다.
이때 그의 나이 47세였으며 이후 아우인 명종에 의해 능이 조성되었는데 바로 희릉(禧陵)이다. 현재 희릉의 위치는 알 수 없으나 개성 동쪽에 위치하였을 것으로 추정하고 있다.

## 가족 관계
| 1127년 5월 30일 (음력 4월 11일) 고려 개경 정궁 | 1173년 11월 14일 (음력 10월 1일) (46세) 고려 동경 곤원사 |

|    |                             | 생몰년          | 부모                                              | 비고        |
| -- | --------------------------- | --------------- | ------------------------------------------------- | ----------- |
| 부 | 인종 仁宗                   | 1109년 - 1146년 | 예종 睿宗 문경태후 이씨 文敬太后 李氏             | 제17대 국왕 |
| 모 | 공예태후 임씨 恭睿太后 任氏 | 1109년 - 1183년 | 임원후 任元厚 진한국대부인 이씨 辰韓國大夫人 李氏 |             |

| 시호 | 시호                        | 생몰년 | 부모                              | 비고                       |
| ---- | --------------------------- | ------ | --------------------------------- | -------------------------- |
| 정비 | 장경왕후 김씨 莊敬王后 金氏 | 미상   | 강릉공 왕온 江陵公 王溫 김씨 金氏 | 의정왕후, 선정왕후의 언니  |
| 계비 | 장선왕후 최씨 莊宣王后 崔氏 | 미상   | 최단 崔端 미상                    | 의종 2년(1148년) 왕비 책봉 |

|      |           | 생몰년 | 비고           |
| ---- | --------- | ------ | -------------- |
| 궁인 | 무비 無比 | 미상   | 3남 9녀를 출생 |

|   |                   | 이름  | 생몰년        | 생모          | 배우자                  | 비고              |
| - | ----------------- | ----- | ------------- | ------------- | ----------------------- | ----------------- |
| 1 | 효령태자 孝靈太子 | 기 祈 | 1149년 - 미상 | 장경왕후 김씨 | 태자비 왕씨 太子妃 王氏 | 무신정변으로 폐위 |

|   |                   | 생몰년 | 생모          | 배우자                  | 비고 |
| - | ----------------- | ------ | ------------- | ----------------------- | ---- |
| 1 | 경덕궁주 敬德宮主 | 미상   | 장경왕후 김씨 | 연창공 왕평 延昌公 王評 |      |
| 2 | 안정궁주 安貞宮主 | 미상   | 장경왕후 김씨 | 함녕백 왕박 咸寧伯 王璞 |      |
| 3 | 화순궁주 和順宮主 | 미상   | 장경왕후 김씨 | 광릉공 왕면 廣陵公 王沔 |      |

## 의종이 등장하는 작품
- 《무인시대》(KBS, 2003년~2004년, 배우:김규철)

## 같이 보기
- 무신정변
- 김보당의 난
- 대령후
- 정습명
- 공예왕후
- 무신 정권